# Frederich Silaban
Friedrich Silaban (Bonan Dolok, 16 dicembre 1912 – Giacarta, 14 maggio 1984) è stato un architetto indonesiano.
Considerato uno dei principali architetti indonesiani del XX secolo, ha lavorato soprattutto tra il 1945 e la fine degli anni 70 progettando monumenti ed edifici pubblici durante l'epoca della presidenza di Sukarno.
Tra le sue opere principali è possibile citare:
- Il Monumento Nazionale (Monas) in Piazza Merdeka
- La Moschea Istiqlal, la più grande moschea del sud-est asiatico, in grado di ospitare fino a 120.000 persone
- Lo Stadio Utama Gelora Bung Karno a Giacarta
- Il Monumento all'equatore a Pontianak